# آلسیو راسی
آلسیو راسی (انگلیسی: Alessio Rasi؛ زادهٔ ۴ اوت ۱۹۹۹) بازیکن فوتبال اهل ایتالیا است.